# 센트럴서퍽 노스입스위치 (영국 의회 선거구)
센트럴서퍽 노스입스위치 (Central Suffolk 및 North Ipswich)는 잉글랜드 동부 서퍽주에 위치한 영국 의회의 선거구이다. 2024년부터 보수당의 패트릭 스펜서가 지역구 의원을 맡고 있다.

## 지역 정보
센트럴서퍽 노스입스위치는 농민과 은퇴자들이 주 인구를 차지하는 시골지역으로서 보수당의 텃밭 지역구이다.
지역구 내에서 유일하게 보수당-노동당 간의 접전이 벌어지는 지역이라면 입스위치 자치구의회의 3개 워드와 보수당 지지세가 강한 신도시 케스그레이브 (Kesgrave)가 있다. 그 밖에 지역구 다수를 차지하는 농촌 지역에서는 보수당 시의원이 계속해서 당선되는 편이며, 자치구의회의 보수당 의석수는 다른 정당 의석수를 모두 합한 것보다 더 높다. 최근에는 녹색당의 비중이 늘어나고 있다.

## 역사
1997년 영국 총선을 앞두고 입스위치 자치구 북서부를 비롯한 옛 센트럴서퍽 지역구의 동부 일대와, 서퍽코스탈 지역구의 서쪽 끝 지역을 병합하는 식으로 신설되었다.
2001년 기사 작위를 받은 마이클 로드 의원은 구 센트럴서퍽 지역구 의원으로 1997년부터 2010년까지 센트럴서퍽 노스입스위치 지역구 의원으로 당선되었다. 이후 2010년 총선에서 댄 폴터가 새 지역구 의원으로 당선되며 보수당이 4연속으로 차지한 지역구가 되었다. 댄 폴터는 이후로도 세 차례에 걸쳐 연임하였으나 2024년 4월 노동당 입당과 차기 선거 불출마를 선언하였다. 2024년 총선에서는 역시 보수당의 패트릭 스펜서 후보가 당선되었다.

## 관할 구역

### 1997년~2010년
- 미드서퍽구: 바햄, 바킹, 브램퍼드, 클레이던, 크리팅, 데브넘, 아이, 프레싱필드, 헬밍험, 혹슨, 멘들셤, 팰그레이브, 스톤햄, 스트래드브로크, 웨더링세트, 웨이브레드, 월링워스
- 서퍽코스탈구: 빌링스, 데닝턴, 얼소햄, 프램링햄, 글렘햄, 그런디스버러 위트니셤, 해스킷턴, 케스그레이브, 오틀리, 러시미어, 위컴마켓
- 입스위치 자치구: 브룸힐, 캐슬힐, 화이트하우스, 휘튼[4]

### 2010년~2024년
- 미드서퍽구: 바킹 소머셤, 브램퍼드 블레이크넘, 클레이던 바햄, 데브넘, 아이, 프레싱필드, 헬밍햄 코드넘, 혹슨, 멘들셤, 팰그레이브, 스트래드브로크 랙스필드, 더스톤햄스, 웨더링세트, 월링워스
- 서퍽코스탈구: 얼소햄, 프램링햄, 그런디스버러, 해치스톤, 케스그레이브이스트, 케스그레이브웨스트, 오틀리, 러시미어세인트앤드류, 위컴마켓, 위트니셤
- 입스위치 자치구: 캐슬힐, 화이트하우스, 휘튼[5]

입스위치 자치구의 브룸힐 (Broom Hill) 워드가 관할구역에서 빠지게 되었으며 입스위치 지역구로 넘어가게 되었다. 그 밖에도 행정구역 경계 변화로 인한 관할구역 조정이 이루어졌다.

### 2024년~현재
2024년 총선부터 적용되는 2023년 웨스트민스터 선거구 정기심의에 따른 관할구역은 다음과 같다.
- 이스트서퍽구: 칼퍼드 플린밸리, 프램링엄, 케스그레이브, 러시미어세인트앤드류, 위컴마켓

- 입스위치 자치구: 캐슬힐, 화이트하우스, 휘튼

- 미드서퍽: 배티스퍼드 링셜, 블레이크넘, 브램퍼드, 클레이던 바햄, 데버넘, 니드햄마켓, 스톤햄[6]

아이 (Eye) 등의 북부지역은 신설된 웨이브니밸리 지역구로 넘어갔으며, 베리세인트에드먼즈와 서퍽코스탈 지역구에서 일부 지역을 받아오는 식으로 경계조정이 이루어졌다.

## 국회의원
1997년 이전의 목록은 센트럴서퍽 지역구를 참고.
| 선거 | 선거   | 의원           | 정당   |
| ---- | ------ | -------------- | ------ |
|      | 1997년 | 마이클 로드 경 | 보수당 |
|      | 2010년 | 댄 풀터        | 보수당 |
|      | 2024년 | 패트릭 스펜서  | 보수당 |

## 역대 선거 결과

### 2020년대
|  | 32.6% |

|  | 23.4% |

|  | 19.0% |

|  | 12.2% |

|  | 11.6% |

|  | 0.8% |

|  | 0.4% |

1. ↑  2024년 총선에서는 후보등록 마감 기한 이후 노동당의 케빈 크레이그 후보가 도박 스캔들에 연루되어 당으로부터의 공천이 취소되었다.[10]

### 2010년대
|  | 62.7% |

|  | 21.1% |

|  | 11.5% |

|  | 4.7% |

|  | 60.1% |

|  | 29.7% |

|  | 4.3% |

|  | 2.9% |

|  | 2.9% |

|  | 56.1% |

|  | 18.8% |

|  | 13.8% |

|  | 6.1% |

|  | 4.9% |

|  | 0.3% |

|  | 50.8% |

|  | 25.0% |

|  | 16.2% |

|  | 4.4% |

|  | 2.7% |

|  | 0.7% |

|  | 0.2% |

### 2000년대
|  | 43.9% |

|  | 28.5% |

|  | 21.1% |

|  | 3.4% |

|  | 3.1% |

|  | 44.4% |

|  | 37.1% |

|  | 16.1% |

|  | 2.4% |

### 1990년대
|  | 42.6% |

|  | 35.9% |

|  | 20.6% |

|  | 0.9% |

## 같이 보기
- 서퍽주의 영국 의회 선거구 목록

## 참고자료
1. ↑  “Central Suffolk and North Ipswich: Usual Resident Population, 2011”. 《Neighbourhood Statistics》. Office for National Statistics. 2015년 6월 3일에 원본 문서에서 보존된 문서. 2015년 2월 20일에 확인함.
2. ↑  “The 2023 Review of Parliamentary Constituency Boundaries in England – Volume two: Constituency names, designations and composition – Eastern”. Boundary Commission for England. 26 June 2024에 확인함.
3. ↑  Helm, Toby (2024년 4월 27일). “Top Tory MP defects to Labour in fury at NHS crisis”. 《The Observer》 (영국 영어). ISSN 0029-7712. 2024년 5월 29일에 확인함.
4. ↑  “The Parliamentary Constituencies (England) Order 1995”. 《www.legislation.gov.uk》 (영어). 2019년 3월 22일에 확인함.
5. ↑  “The Parliamentary Constituencies (England) Order 2007”. 《www.legislation.gov.uk》. 2019년 3월 22일에 확인함.
6. ↑  “The Parliamentary Constituencies Order 2023”. Schedule I Part 2 Eastern region.
7. ↑  레이그 레이먼트의 연도별 국회의원 목록 (Leigh Rayment's Historical List of MPs) –  'S'로 시작하는 선거구 - part 6
8. ↑  “Statement of Persons Nominated, Notice of Poll and Situation of Polling Stations”. Mid Suffolk District Council. 2024년 6월 7일. 2024년 6월 7일에 확인함.
9. ↑  “Central Suffolk and North Ipswich”. 《BBC News》. 2024년 7월 4일. 2024년 7월 5일에 확인함.
10. ↑  Scott, Jennifer. “Labour candidate suspended as Gambling Commission launches investigation”. 《Sky News》 (영어). 2024년 6월 25일에 확인함.
11. ↑  “Election of a Member of Parliament for Central Suffolk & North Ipswich” (PDF) (영어). 2019년 11월 14일. 2019년 11월 15일에 원본 문서 (PDF)에서 보존된 문서. 2021년 7월 22일에 확인함.
12. ↑  “Suffolk Central & Ipswich North parliamentary constituency - Election 2019”. 《UK results》 (BBC). 2019년 12월 14일에 확인함.
13. ↑  “Election of the Member of Parliament for the Central Suffolk & North Ipswich constituency” (PDF) (영어). 2017년 5월 11일. 2019년 6월 3일에 원본 문서 (PDF)에서 보존된 문서. 2021년 7월 22일에 확인함.
14. ↑  “Suffolk Central & Ipswich North parliamentary constituency - Election 2017” – www.bbc.co.uk 경유.
15. ↑  “Election Data 2015”. Electoral Calculus. 2015년 10월 17일에 원본 문서에서 보존된 문서. 2015년 10월 17일에 확인함.
16. ↑  “2015 Election Results”. 《BBC News》.
17. ↑  “Election Data 2010”. Electoral Calculus. 2013년 7월 26일에 원본 문서에서 보존된 문서. 2015년 10월 17일에 확인함.
18. ↑  “Election Data 2005”. Electoral Calculus. 2011년 10월 15일에 원본 문서에서 보존된 문서. 2015년 10월 18일에 확인함.
19. ↑  “Election Data 2001”. Electoral Calculus. 2011년 10월 15일에 원본 문서에서 보존된 문서. 2015년 10월 18일에 확인함.
20. ↑  “Election Data 1997”. Electoral Calculus. 2011년 10월 15일에 원본 문서에서 보존된 문서. 2015년 10월 18일에 확인함.